# Большая Косуль
Большая Косуль — село в Боготольском районе Красноярского края России. Административный центр Большекосульского сельсовета. Находится на левом берегу реки Косуль (приток Чулыма), примерно в 10 км к юго-западу от районного центра, города Боготол, на высоте 230 метров над уровнем моря.
Вблизи села проходит автотрасса федерального значения М53 «Байкал».

## Население
| 2010 |
| ---- |
| 1180 |

Гендерный состав
По данным Всероссийской переписи населения 2010 года 550 мужчин и 630 женщин из 1180 чел.

## Улицы
Уличная сеть села состоит из 7 улиц:
- Ленина
- Просвещение
- 50 лет Октября
- Новая
- Молодежная
- Лесная
- Партизанская